# Pressstoff (Kunstleder)
Pressstoff oder Press-Stoff ist ein Kunst-Leder oder Leder-Ersatz-Stoff, der im 19. Jahrhundert erfunden wurde und insbesondere in der ersten Hälfte des 20. Jahrhunderts besonders in Deutschland gebräuchlich war. Er wurde aus in besonderer Weise geschichtetem und behandeltem Zellstoff gemacht.
Pressstoff war dauerhaft und gut für den Gebrauch anstelle von Leder einsetzbar.
Als solcher Leder-Ersatz wurde er besonders nützlich und wichtig während Kriegszeiten, als echtes Leder knapp war. Am meisten wurde er während des Zweiten Weltkrieges erzeugt und eingesetzt. In diesem wurden aus ihm beispielsweise Taschen und Riemen für Ferngläser, Sattel- und Zaumzeug, Schlaufen für Seitengewehre, Gürtel und Riemen für Zeug, Mützen-Schirme und Ähnliches gemacht. So konnte Pressstoff Leder fast überall ersetzen, außer beispielsweise bei Schuhen und ähnlichen Dingen, die besonderen Belastungen und/oder Feuchte standhalten mussten.
Bei solchen Beanspruchungen oder Durchnässung neigt Pressstoff zum Zerfall, insbesondere durch Lösung der Bindung seiner Schichten.

## Bilder

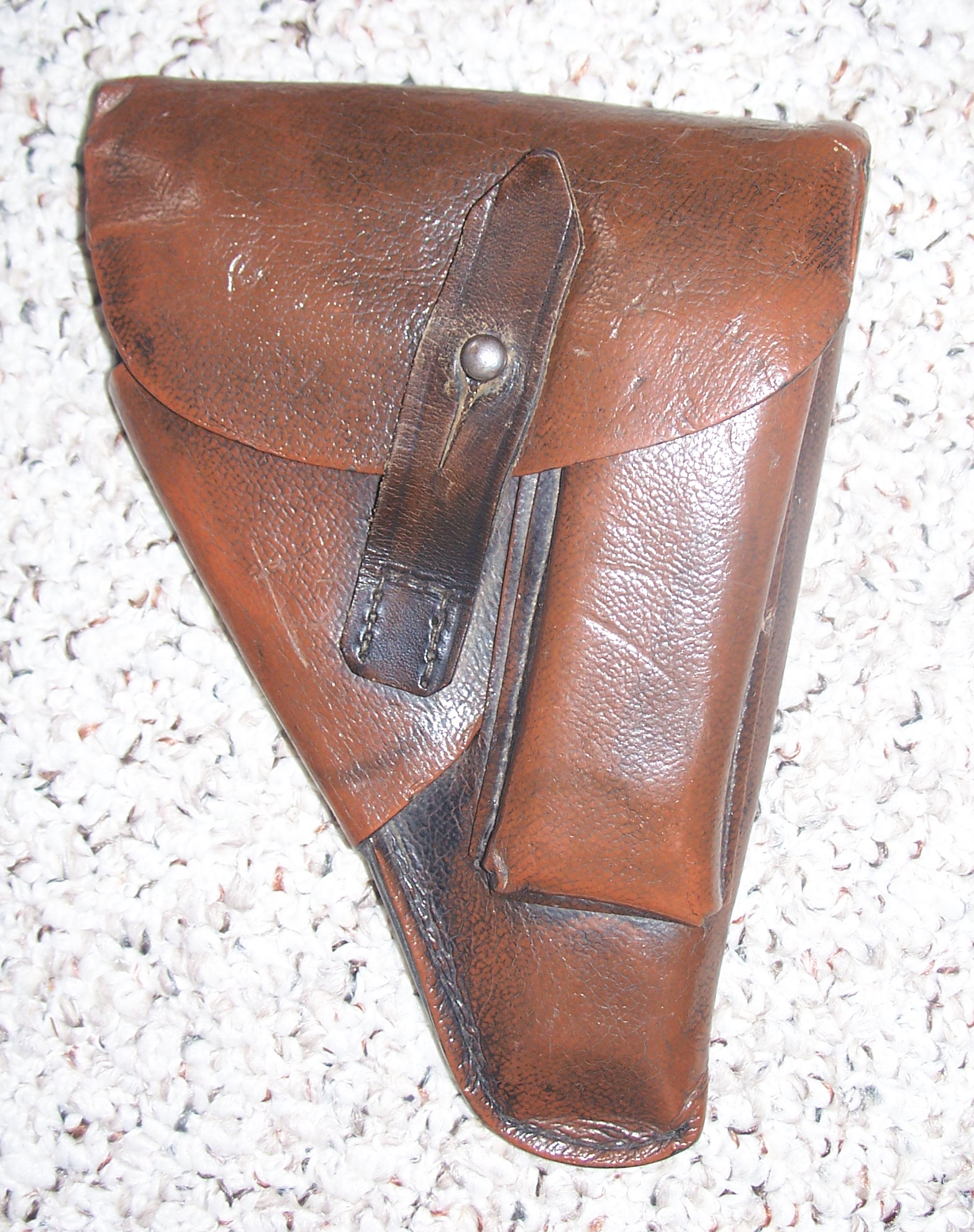
Holster aus Pressstoff für Pistolen des Typs Dreyse M1907, die von 1907 bis 1945 gefertigt wurden
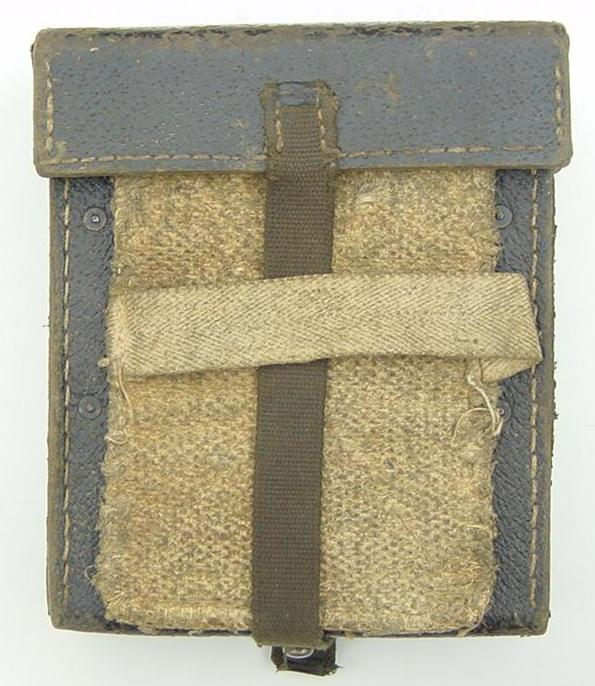
Täschchen für Maschinengewehr-(MG42)-Schützen aus Pressstoff, einem Hitzeschutz zum Laufwechsel des MG aus Asbest und einem Riemen aus Leder
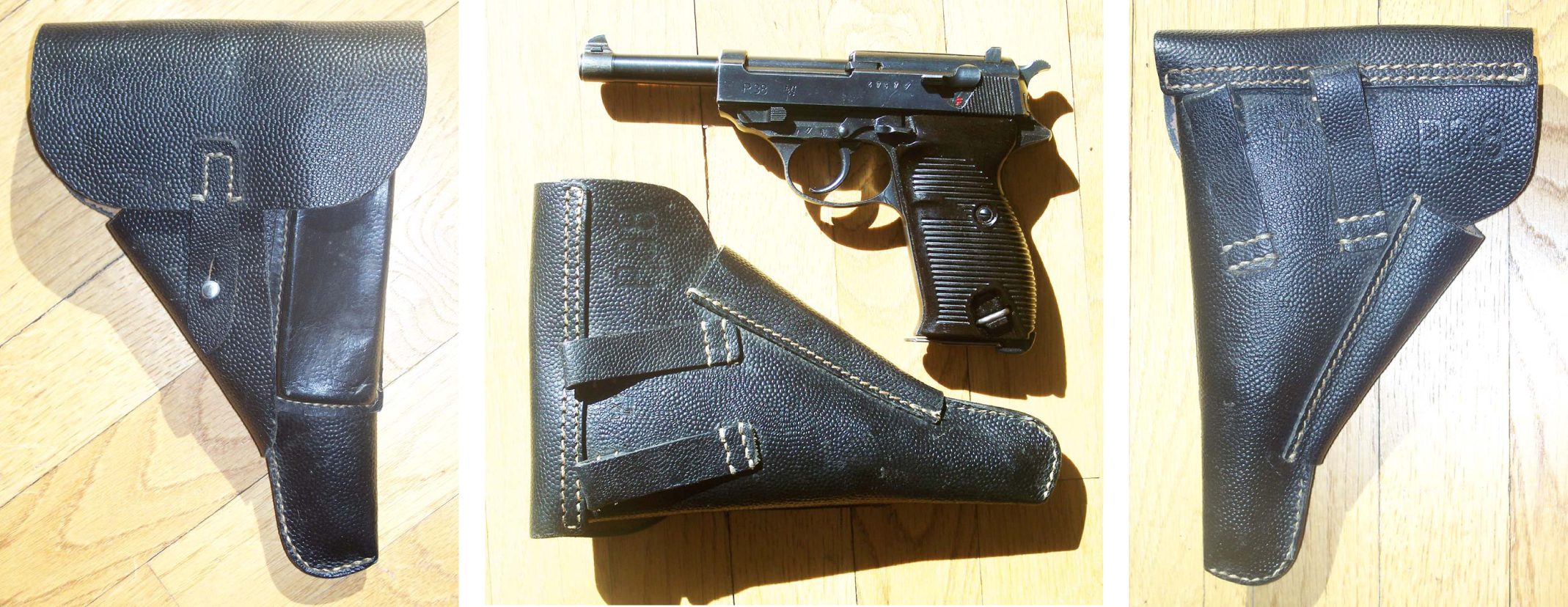
Pistole des Typs Walther P38 mit dem Kennsel byf 43, hergestellt in den Mauser-Werken, mit Holstern aus Pressstoff und Leder, gemacht in der Lederwarenfabrik Moll, das Kennsel cxb 4 (für 1944) tragend